# Casa Bosch Aimerich
Casa Bosch Aimerich és un habitatge del municipi de Castelló d'Empúries (Alt Empordà) inclòs en l'Inventari del Patrimoni Arquitectònic de Catalunya.

## Descripció
Situada a l'inici de l'antic nucli emmurallat de Castelló, formant cantonada entre els carrers Climent, Comtes d'Empúries i carrer de la Muralla.
Edifici de planta rectangular formada per tres crugies perpendiculars a la façana principal, amb teulada a dues vessants de teula àrab. Consta de planta baixa, primera planta i altell. A la planta baixa, es documenten cobertes de voltes d'aresta de maó pla, sustentades amb pilars de pedra escairada. A la primera planta, el sistema de coberta és el mateix, però amb unes grans arcades bastides amb maó massís que separen les diferents sales. La façana principal, al carrer Comtes d'Empúries, permet veure la separació de les diferents crugies clarament. La central, que alhora és la crugia de més alçada, està formada per un gran portal d'obertura rectangular, amb els brancals i la llinda de pedra escairada. A banda i banda, dues finestres rectangulars de les mateixes característiques. Al primer pis s'obren tres balcons amb les baranes de ferro treballades, els brancals de pedra vista i les llindes bastides amb maons disposats a cantell. Entremig d'aquestes obertures hi ha un rellotge de sol. A l'altell es documenta una petita galeria formada amb arcs de mig punt bastits amb maons. Els altres dos cossos s'adossen a banda i banda de la crugia central. Ambdues façanes tenen les obertures petites, rectangulars i bastides amb maons. El cos adossat per la banda sud compte amb un portal d'arc de mig punt de maó amb els brancals de pedra i dues finestres rectangulars adovellades, a la façana amb el carrer Climent. Per la part posterior s'obre un pati-jardí al que s'accedeix des del carrer de la Muralla, amb porxo d'arcs de mig punt a la planta baixa i galeria coberta d'arcs de mig punt de maó a la primera planta.

## Història
Encara que no s'ha documentat notícies històriques que facin referència a la l'edifici en si, es pot relacionar el nom de la casa amb la nissaga dels Bosch Aymerich.
Un dels personatges actuals més importants d'aquesta família va ser Josep Maria Bosch i Aymerich (Girona, 1917), arquitecte i enginyer. Construí l'edifici de Hoechst Ibèrica i el de l'Institut d'Estudis Nord-americans, tots dos a Barcelona; l'hotel Cap Sa Sal, a Begur i la clínica Puerta de Hierro, el Banco de Madrid i el teatre Marquina, tots tres a Madrid. Va guanyar el gran premi d'arquitectura de la Tercera Biennal Hispanoamericana d'Art (1956).